# Jardim Zoológico (metrostation)
Jardim Zoológico is een metrostation aan de Blauwe lijn van de Metro van Lissabon en vernoemd naar de naastgelegen Jardim Zoológico de Lisboa, de dierentuin van Lissabon. Het station is geopend op 29 december 1959. Het station was eindpunt van de allereerste lijn van de Metro van Lissabon toen het in 1959 werd geopend als station Sete Rios, net zoals het nabijgelegen spoorwegstation.
Het station is in 1995 verbouwd, daarbij zijn de perrons verlengd om de exploitatie van de metro van Lissabon met langere metrotreinen mogelijk te maken. De verlengde perrons werden op 25 juli 1995 in gebruik genomen.
Het is gelegen aan de Praça General Humberto Delgado.